# Belagerung von Stade (1712)
1. Phase: Schwedische Dominanz (1700–1709)
Dänischer Kriegsschauplatz (1700)
Humlebæk • Tönning I 
Livländ./ Estnischer Kriegsschauplatz (1700–1708)
Riga I • Jungfernhof • Varja • Pühhajoggi • Narva • Petschora • Düna • Rauge • Erastfer • Hummelshof • Embach • Tartu • Narva II • Wesenberg I • Wesenberg II
Ingermanländ./ Finnischer Kriegsschauplatz (ab 1701)
Archangelsk • Ladogasee • Nöteborg • Nyenschanz • Newa • Systerbäck • Petersburg • Wyborg I • Porvoo • Newa II • Koporje II • Kolkanpää
Litauisch-weißrussischer Kriegsschauplatz (1702–1706)
Vilnius • Saladen • Jakobstadt • Gemauerthof • Mitau • Grodno I • Olkieniki • Njaswisch • Klezk • Ljachawitschy
Polnischer Kriegsschauplatz (1702–1706)
Klissow • Pułtusk • Thorn • Lemberg • Warschau • Posen • Punitz • Tillendorf • Rakowitz • Praga • Fraustadt • Kalisch 
Russischer Kriegsschauplatz (1708–1709)
Grodno II • Golowtschin • Moljatitschi • Rajowka • Lesnaja • Desna • Baturyn • Koniecpol • Weprik • Opischnja • Krasnokutsk • Sokolki • Poltawa I • Poltawa II
2. Phase: Schweden in der Defensive (1710–1721)
Baltischer und Finnischer Kriegsschauplatz (bis 1714)
Riga II • Wyborg II • Pernau • Kexholm • Reval • Hogland • Pälkäne • Storkyro • Nyslott • Hanko 
Schwed./Norwegischer Kriegsschauplatz (1710–1721)
Helsingborg • Køge-Bucht • Bottnischer Meerbusen • Frederikshald I • Dynekilen-Fjord • Göteborg I • Strömstad • Trondheim • Frederikshald II • Marstrand • Ösel • Göteborg II • Södra Stäket • Grönham • Sundsvall
Norddeutscher Kriegsschauplatz (1711–1716)
Elbing • Wismar I • Lübow • Stralsund I • Greifswalder Bodden I • Stade • Rügen • Gadebusch • Altona • Tönning II • Stettin • Fehmarn • Wismar II • Stralsund II • Jasmund • Peenemünde • Greifswalder Bodden II • Stresow 
Die Belagerung von Stade war eine militärische Intervention im Großen Nordischen Krieg. Sie begann am 7. August und endete am 7. September 1712 mit der Kapitulation der schwedischen Garnison.

## Im Vorfeld der Belagerung
Im Juli 1712 begann der König von Dänemark-Norwegen mit seinem Feldzug gegen die beiden Herzogtümer Verden und Bremen. Mit einer Armee von 16.000 Mann überschritt er die Grenze und marschierte gegen die schwedischen Verteidiger. Diese wichen vor den Dänen zurück, denn die schwedische Besatzung der Herzogtümer war sehr gering. In der einzigen großen Festung Stade waren etwa 1200 Mann stationiert. Und weitere 1000 Reiter, unter dem Befehl von Oberst von Bassewitz, standen dem Generalmajor Vellingk zur Verteidigung der Herzogtümer zur Verfügung. In den Herzogtümern war auch eine neue Landmiliz aufgestellt worden, auf deren Hilfe der Generalgouverneur auch nicht bauen konnte. Diese neuorganisierten Truppen aus Einheimischen konnten auch keine ernstzunehmenden Aktionen gegen die Dänen ausführen. 
Des Weiteren wurden die Schweden vom Kurfürstentum Braunschweig-Lüneburg hintergangen. Obwohl den Dänen der Durchmarsch durchs Kurfürstentum Hannover verwehrt wurde, war das nur eine Taktik, um die Schweden in Sicherheit zu wiegen. Das Kurfürstentum Hannover hatte bereits einen Offensiv- und Defensivvertrag (1710) mit den Dänen geschlossen und sich bereit erklärt, nicht in den bevorstehenden Feldzug einzugreifen.
Stade war zur damaligen Zeit die größte Festung im Lande und durch ihre strategisch gute Lage jederzeit durch das Durchbrechen der umliegenden Deiche mit Wasser zu umringen. Dadurch entstand ein natürlicher Schutzwall gegen eventuelle Angreifer. Der Kommandant der Festung, der nach der Flucht des Generalgouverneur Vellingk und fast der gesamten schwedischen Regierung jetzt der General Stackelberg war, gab den Befehl zum Durchbrechen der Deiche. Fast zwei Drittel des umliegenden Landes wurden dadurch überflutet. Außerdem ließ er die Vororte, wie zu damaliger Zeit üblich, abbrennen. Das Dorf Campe (heute Stadtteil von Stade) mit 75 Häusern wurde komplett niedergebrannt. Auch einige Häuser auf den umliegenden Hügeln sowie vor dem Schiffertor wurden abgebrannt.

## Die Belagerung
Am 7. August 1712 begann die Belagerung. Die dänischen Truppen näherten sich von der Südseite, diese war die einzige Seite, die nicht überflutet worden war. 
General Stackelberg, der bereits die Festung an der Düna übergeben musste, hatte kaum Aussichten auf eine erfolgreiche Verteidigung der Stadt. Sowohl die Bürgerschaft als auch die Garnisonstruppen waren sehr unzufrieden. Es gab schnell Engpässe bei Lebensmitteln und Frischwasser. Außerdem grassierte die Pest innerhalb der Mauern und wurden die Garnisonstruppen von Beginn der Belagerung an durch Überläufer stark geschwächt.
Der Stadtrat von Stade unternahm mit Billigung des Kommandanten Versuche, die Dänen von der Bombardierung der Stadt abzubringen. Beide Abordnungen des Stadtrates, die im Hauptquartier der Dänen in Agathenburg mit dem dänischen König verhandelten, konnten diesen nicht von der Beschießung der Stadt abbringen.
Nachdem das schwere Belagerungsgeschütz der sächsischen Artillerie bei der Belagerungsarmee eingetroffen war, begann am 29. August die Bombardierung der Stadt. Diese dauerte bis zum 7. September an. Dabei wurden 83 Häuser und 13 Buden komplett zerstört. Weitere 85 Häuser und vier Buden waren unbewohnbar. Auch das Stadthaus des Generalgouverneurs Vellingk wurde zerstört.
Während der Beschießung begehrte auch die Stader Bevölkerung gegen die schwedische Garnison auf und forderte die Übergabe der Stadt.
Erst am 7. September wurde im Hauptquartier der Dänen die Kapitulation unterzeichnet.
Als Kriegsbeute fielen den Dänen 155 Kanonen und 2500 Zentner Schießpulver in die Hände.

## Die Folgen
In der Kapitulation wurde die Kriegsgefangenschaft der schwedischen Garnison ausgehandelt. Von den vormals 2400 Mann waren nur noch 720 schwedische Soldaten beim Auszug aus der Festung vorhanden. Dennoch können keine genauen Angaben über die Verluste der Schweden gemacht werden, denn viele Schweden desertierten und eine gewisse Anzahl fiel der Pest zum Opfer.
Am 1. Oktober musste nun auch das Bremerland dem dänischen König huldigen. Während der Belagerung von Stade hatte der Kurfürst von Hannover Verden und Ottersberg besetzt, angeblich um es vor der Pest zu schützen.
Stade stand drei Jahre unter dänischer Verwaltung, bis es auf friedlichem Wege 1715 durch vertragliche Vereinbarungen in Hannoveraner Besitz gelangte. 
Die Pest grassierte bis in den Oktober 1715 in der Stadt.